# جينارو اكامبورا
جينارو اكامبورا (بالإيطالية: Gennaro Acampora)‏ لاعب كرة قدم إيطالي في مركز خط الوسط (ولد في نابولي يوم 29 مارس 1994).

## روابط خارجية
- جينارو اكامبورا على موقع إي إس بي إن إف سي (الإنجليزية)
- جينارو اكامبورا على موقع قاعدة بيانات كرة القدم.إي يو (الإنجليزية)
- جينارو اكامبورا على موقع بيانات كرة القدم. دي إي (الألمانية)
- جينارو اكامبورا على موقع ليكيب (الفرنسية)
- جينارو اكامبورا على موقع Soccerbase.com (لاعب) (الإنجليزية)
- جينارو اكامبورا على موقع Soccerway.com (الإنجليزية)
- جينارو اكامبورا على موقع عالم كرة القدم.نت (الإنجليزية)